# Higher (chanson de Game)
Pour les articles homonymes, voir Higher.
Singles de The Game
Hate It or Love It
(2005) Dreams
(2005)
Higher est une chanson du rappeur californien The Game extrait de son premier album studio, The Documentary (2005). Le titre est sorti en tant que quatrième single de l'album le 7 mars 2005 en France sous les labels Aftermath, G-Unit et Interscope. La chanson est écrite par Jayceon Taylor et Curtis Jackson. Elle est produite par Dr. Dre et Mark Batson.
Le single entre à la 47e place en France et reste pendant 14 semaines consécutives. Aux États-Unis, il culmine à la 8e place dans le Bubbling Under R&B/Hip-Hop Singles.

## Classement hebdomadaire
| Classement (2005)                               | Meilleure position |
| ----------------------------------------------- | ------------------ |
| France (SNEP)                                   | 47                 |
| États-Unis (Bubbling Under R&B/Hip-Hop Singles) | 8                  |